# Dettmannsdorf
Dettmannsdorf ist eine Gemeinde im mecklenburgischen Teil des Landkreises Vorpommern-Rügen. Sie liegt südwestlich von Ribnitz-Damgarten am Tal der Recknitz. Bis zum 1. Januar 1999 gehörte die Gemeinde zum Amt Bad Sülze und gehört jetzt zum Amt Recknitz-Trebeltal.

## Geografie und Verkehr
Dettmannsdorf liegt etwa 25 Kilometer östlich der Hansestadt Rostock und zirka neun Kilometer westlich von Bad Sülze. Die südlich der Gemeinde verlaufende Bundesautobahn 20 ist über die Anschlussstellen Tribsees, Sanitz und Tessin zu erreichen.
Größere Gemeindeflächen sind bewaldet, zu nennen ist hier das Waldgebiet Dettmannsdorfer Wüstung im Westen des Gemeindegebietes. Im Süden grenzt die Gemeinde an die Recknitz, im Gemeindegebiet befinden sich keine größeren Seen. Im Nordwesten befindet sich das Dammerstorfer Moor und im Süden das Naturschutzgebiet Maibachtal.

## Ortsteile
Zur Gemeinde gehören die Ortsteile:
- Dettmannsdorf
- Dudendorf
- Wöpkendorf
- Kölzow
- Dammerstorf
- Dettmannsdorf-Kölzow
- Kucksdorf

## Geschichte
Am 1. Juli 1950 wurden die bis dahin eigenständigen Gemeinden Kölzow und Wöpkendorf eingegliedert.
Die Gemeinde war bis 1952 Teil des Amtes Rostock und gehörte danach bis 1994 zum Kreis Ribnitz-Damgarten im Bezirk Rostock.

### Kölzow
Kölzow wurde erstmals 1233 urkundlich erwähnt. Die Kirche stammt aus dem Jahr 1205.

### Dudendorf
Das Gut Dudendorf wurde im 15. Jahrhundert zum ersten Mal erwähnt, als es ein Nebengut von Liepen war und dem Adelsgeschlecht von der Lühe gehörte. 1765 kaufte es Freiherr Waiz von Eschen. Das Gutshaus wurde in der zweiten Hälfte des 19. Jahrhunderts im Tudorstil errichtet. Das Gut blieb im Familienbesitz, bis Sigismund Wilhelm Friedrich Carl Baron Waiz von Eschen es 1886 an den Wirtschaftsleiter Paul Andreae, den Sohn von Abraham Andreae, verkaufte. Unter seiner Führung wurde eine neue moderne Brennerei aufgebaut sowie der Einsatz von Maschinen vorangetrieben. Eine Feldbahn erhielt eine eigene Weiche auf der Bahnstrecke Bad Sülze–Rostock. Zu seiner Zeit umfasste das Gut eine Größe von etwa 850 ha. Nach Paul Andreaes Tod 1916 übernahm sein Sohn Brami Andreae das Gut. Er wurde bis zur Rückkehr aus dem Ersten Weltkrieg durch einen Wirtschaftsleiter vertreten und trat 1918 die Nachfolge des Vaters an. Unter den erschwerten Bedingungen der Weltwirtschaftskrise führte er die Arbeit fort. Brami Andreae wurde am 1. Mai 1945 nach dem Einmarsch der Roten Armee im Gutshaus erschossen, die Familie wurde im Zuge der Bodenreform enteignet und der Besitz in ein Volkseigenes Gut umgewandelt. Nach 1989 wurde das Gut von der Treuhandanstalt verwaltet, der Familie Andreae gelang es nicht, das Gut wieder in Familienhand zurückzuführen.
1994 verkaufte die Treuhand das Gut an einen Privatmann, der dort Landwirtschaft betreibt. Die Einwohnerzahl sank von rund 100 auf etwa 20 im Jahr 2018, die Infrastruktur verfiel.
Seit dem 1. Januar 2001 gehört Dudendorf zur Gemeinde Dettmannsdorf.

## Politik

### Wappen, Flagge, Dienstsiegel
Die Gemeinde verfügt über kein amtlich genehmigtes Hoheitszeichen, weder Wappen noch Flagge. Als Dienstsiegel wird das kleine Landessiegel mit dem Wappenbild des Landesteils Mecklenburg geführt. Es zeigt einen hersehenden Stierkopf mit abgerissenem Halsfell und Krone und die Umschrift „GEMEINDE DETTMANNSDORF“.

Genehmigtes Wappen der Gemeinde Dettmannsdorf.

Ein eigenes Wappen wurde bereits beschlossen und vom Land genehmigt. Dieses zeigt eine heraldische Spitze, die, in etwas abgeänderter Form, auf das Wappen der Familie von der Lühe verweist und sieben vierblättrige Kleeblätter, die für die sieben Gemeindeteile stehen.

## Sehenswürdigkeiten
- Dorfkirche Kölzow, erbaut 1205 als Feldsteinkirche; der Pastor und Auswanderer Adolf Fuchs war während des Vormärz an dieser Kirche tätig.
- Herrenhaus Kölzow: um 1850 von der Familie von Prollius an Stelle älterer Gutsbauten der Familie von der Lühe erbaut. 1925 wurde es Sommerresidenz des Prinzen Friedrich Sigismund von Preußen und blieb bis 1945 im Besitz der Familie. 2000 kaufte die Familie von der Lühe das Anwesen und restaurierte das Herrenhaus.
- Die Kucksdorfer Burg ist eine slawische Fluchtburg (Ringwall) an der Recknitz an der Grenze zu Redderstorf.
- Gutshaus in Dudendorf: Erbaut um 1850 im neogotischen Tudorstil, befindet es sich heute in Privatbesitz und wird als  landwirtschaftlicher Betrieb genutzt.
- Turmhügel Dammerstorf
- Turmhügel Dettmannsdorf
- Turmhügel Kölzow
- Gutshaus Dettmannsdorf seit 2006 Privatbesitz

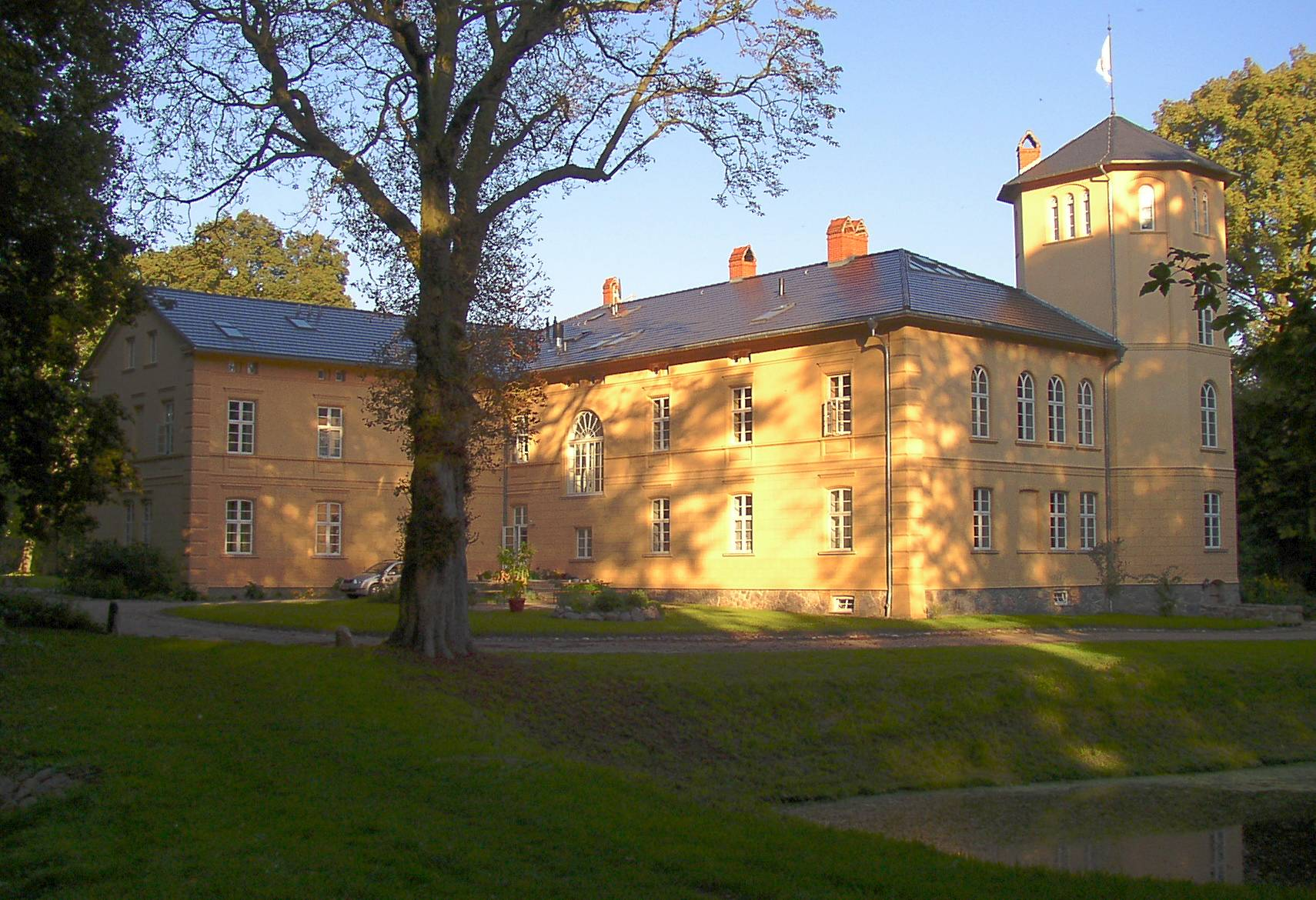
Schloss Kölzow
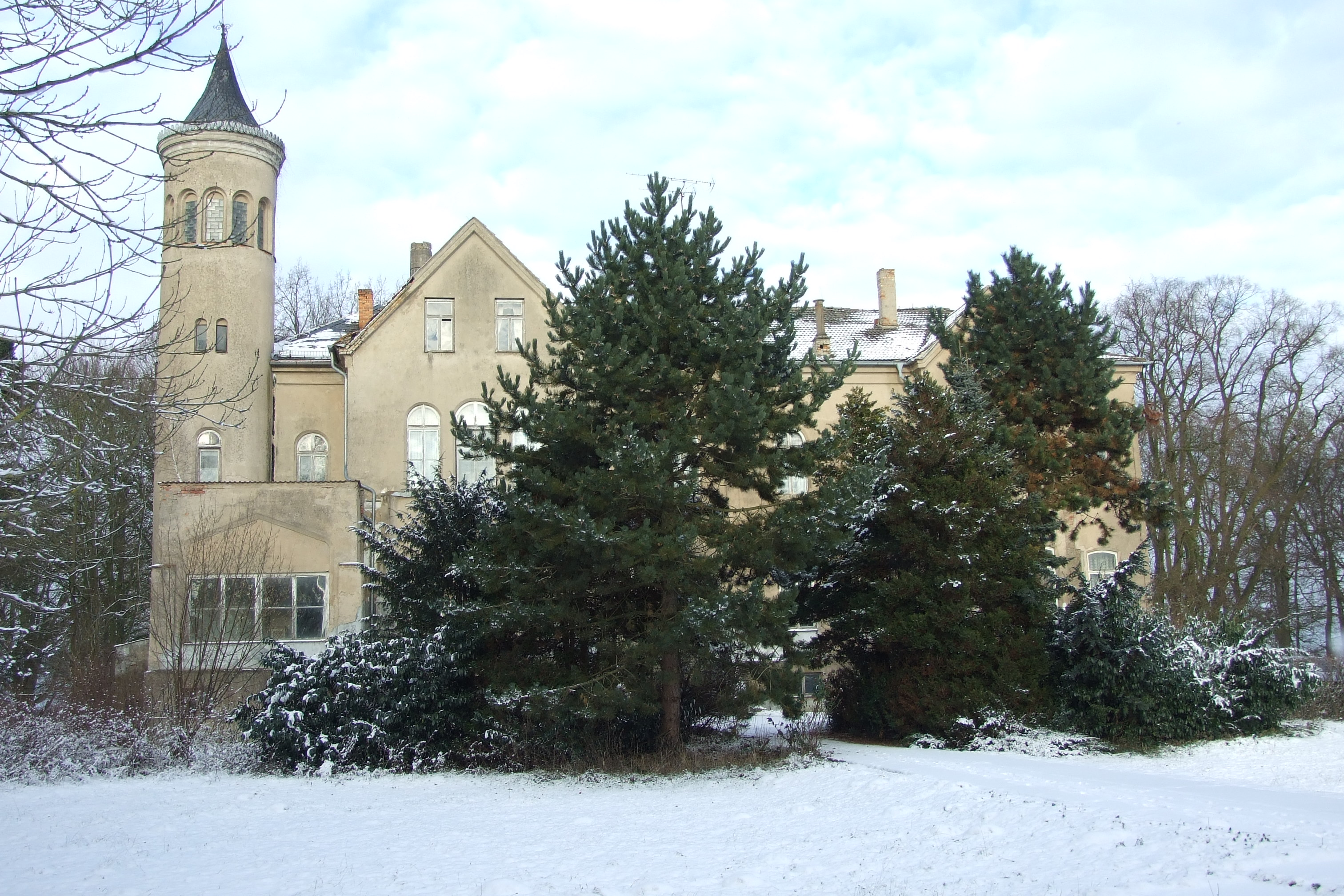
Gutshaus Dudendorf
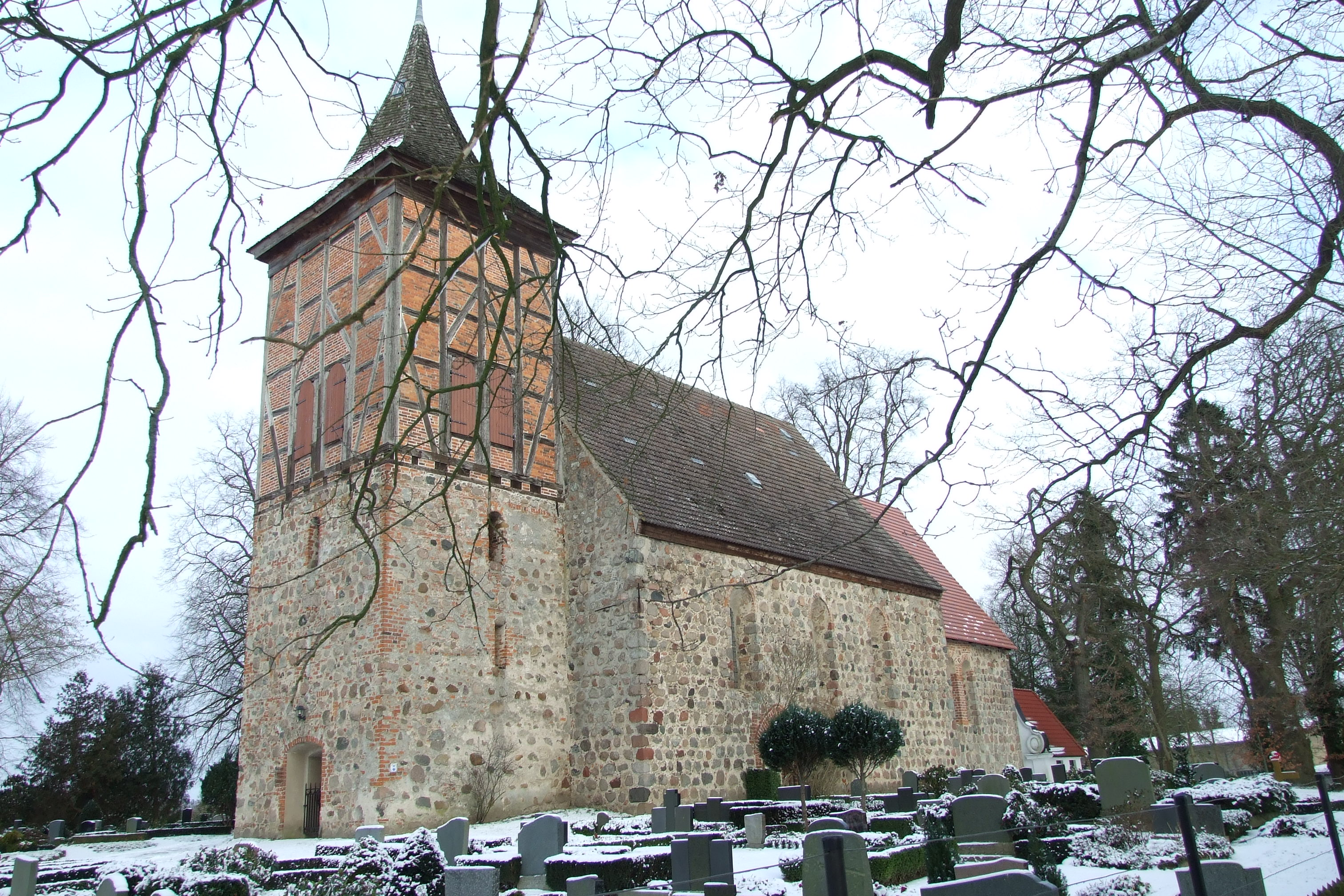
Dorfkirche Kölzow

## Persönlichkeiten
- Jonas Nicolai (* 1579 in Kölzow; † 1646 in Lübeck), Pastor am Lübecker Dom
- Ottilie Fuchs Goeth (* 1836 in Kölzow; † 1926 im Blanco County, Texas), deutsch-amerikanische Autorin
- Dietrich von Harlem (1859–1928), Jurist und preußischer Landrat der Kreise Ottweiler und Celle, in Kucksdorf geboren
- Helmuth Reinwein (1895–1966), Internist und Hochschullehrer
- Bernd Andreae (* 1923 in Rostock; † 1985 in Berlin), Agrarwissenschafter und Agrargeograph, wuchs auf Gut Dudendorf auf